# Sanddorn-Astarte
Die Sanddorn-Astarte (Goodallia triangularis) ist eine Muschel-Art aus der Familie der Astarten (Astartidae).

## Merkmale
Die gleichklappigen, sehr kleinen Gehäuse sind im Umriss annähernd dreieckig mit einer maximalen Höhe von 3,5 Millimetern, meist nur 1,5 bis 3 Millimetern. Sie sind etwas höher als breit; die Breite beträgt etwa 90 % der Höhe. Juvenile Gehäuse sind etwas mehr gerundet. Der Wirbel liegt hinter der Mitte und ist nach vorne eingedreht. Der hintere Dorsalrand fällt steil ab, der vordere Dorsalrand ist flacher und gerade bis leicht konvex gewölbt. Vorder- und Hinterende sind gut gerundet, der Ventralrand ist tief konvex gewölbt. Das Ligament liegt extern und ist sehr kurz und scmal. Die herzförmige Lunula ist nur undeutlich ausgeprägt. Auch die lanzettförmige Area hat nur undeutliche Ränder. Das Schloss ist eine robuste Schlossplatte mit in der rechten Klappe zwei massiven, stumpfen Kardinalzähnen; der vordere Zahn ist breit, der hintere Zahn schmal. Die linke Klappe weist ebenfalls zwei Kardinalzähne auf. Die rechte Klappe besitzt am hinteren Dorsalrand eine Längslamelle. Bei der linken Klappe befindet sich diese Längslamelle am vorderen Dorsalrand. Der Innenrand ist bei juvenilen Exemplaren generell glatt, bei adulten Exemplaren kann er glatt oder gezähnelt sein.
Die seidig-glänzende Oberfläche ist bis auf sehr feine konzentrische Anwachsstreifen und etwas gröbere Linien, die Wachstumsunterbrechungen markieren, fast glatt. Unter höheren Vergrößerungen sind zusätzlich kleine Gruben erkennbar. Das Periostracum ist weißlich, gelblich bis bräunlich oder orange. Die Dicke der weißlichen bis gelblichen Schale variiert, ist jedoch festschalig.
Der vordere und der hintere Schließmuskeleindruck sind annähernd gleich groß. Die Mantellinie ist ganzrandig und nicht eingebuchtet.
Der Prodissoconch ist deutlich in einen Prodissoconch I und II unterscheidbar. Der Prodissoconch I ist D-förmig, 160 bis 180 µm lang. Der Prodissonch II hat einen Durchmesser von 180 bis 220 µm. Auf dem Prodissonch I ist eine körnige Ornamentierung vorhanden, die auf dem Prodissoconch II fehlt.

## Geographische Verbreitung und Lebensraum
Das Verbreitungsgebiet der Art erstreckt sich von der Nordsee bis nach Marokko und ins Mittelmeer. Sie kommen von etwa fünf bis in 600 Meter Wassertiefe vor.
Die Muscheln leben flach eingegraben auf reinen Sandböden, Kies oder Schalenbruch.

## Taxonomie
Das Taxon wurde 1803 von Montagu als Mactra triangularis wissenschaftlich beschrieben. Es ist die Typusart der Gattung Goodallia Turton, 1822. Das Taxon findet sich in der Literatur auch als Astarte triangularis, Mactra triangularis und Tridonta triangularis. Mactra minutissima Montagu, 1803 und Mactra subtrigona Wood, 1841 sind jüngere Synonyme.

## Belege

### Online
- Marine Bivalve Shells of the British Isles: Goodallia triangularis (Montagu, 1803) (Website des National Museum Wales, Department of Natural Sciences, Cardiff)